# Burla (Suceava)
Burla è un comune della Romania di 2 162 abitanti, ubicato nel distretto di Suceava, nella regione storica della Bucovina. 
Burla è divenuto comune autonomo nel 2004, staccandosi dal comune di Volovăț.